# Yoshihide Kiryū
Yoshihide Kiryū (jap. 桐生祥秀 Kiryū Yoshihide; ur. 15 grudnia 1995 w Hikone) – japoński lekkoatleta, sprinter.
Srebrny i brązowy medalista juniorskich mistrzostw świata w Eugene (2014). Wicemistrz olimpijski z Rio de Janeiro (2016) w sztafecie 4 x 100 metrów. W 2017 sięgnął po brąz mistrzostw świata w biegu rozstawnym. W 2019 stanął na najniższym stopniu podium światowego czempionatu w Dosze.

## Osiągnięcia
| Rok  | Impreza                     | Konkurencja    | Miejsce                 | Lokata     | Wynik |
| ---- | --------------------------- | -------------- | ----------------------- | ---------- | ----- |
| 2013 | Mistrzostwa świata          | Moskwa         | bieg na 100 m           | eliminacje | 10,31 |
| 2013 | Mistrzostwa świata          | Moskwa         | sztafeta 4 × 100 m      | 6. miejsce | 38,39 |
| 2014 | Halowe mistrzostwa świata   | Sopot          | bieg na 60 m            | półfinał   | 6,62  |
| 2014 | Mistrzostwa świata juniorów | Eugene         | bieg na 100 m           | 3. miejsce | 10,34 |
| 2014 | Mistrzostwa świata juniorów | Eugene         | sztafeta 4 × 100 m      | 2. miejsce | 39,02 |
| 2015 | IAAF World Relays           | Nassau         | sztafeta 4 x 100 m      | 3. miejsce | 38,20 |
| 2016 | Halowe mistrzostwa świata   | Portland       | bieg na 60 m            | półfinał   | 6,56  |
| 2016 | Igrzyska olimpijskie        | Rio de Janeiro | sztafeta 4 × 100 m      | 2. miejsce | 37,60 |
| 2017 | Mistrzostwa świata          | Londyn         | sztafeta 4 × 100 m      | 3. miejsce | 38,04 |
| 2019 | Mistrzostwa świata          | Doha           | bieg na 100 m           | półfinał   | 10,16 |
| 2019 | Mistrzostwa świata          | Doha           | sztafeta 4 × 100 m      | 3. miejsce | 37,43 |
| 2023 | Igrzyska azjatyckie         | Hangzhou       | bieg na 100 metrów      | półfinał   | 10,23 |
| 2023 | Igrzyska azjatyckie         | Hangzhou       | sztafeta 4 × 100 metrów | 2. miejsce | 38,44 |

## Rekordy życiowe
- Bieg na 60 metrów (hala) – 6,53 (2024) rekord Japonii
- Bieg na 100 metrów – 9,98 (2017) do 2019 rekord Japonii / 9,87w (2015)

W 2019 Kiryū na trzeciej zmianie w sztafecie 4 × 100 metrów ustanowił czasem 37,43 aktualny rekord Azji.
W 2012 ustanowił wynikiem 10,19 aktualny do marca 2017 rekord świata kadetów na dystansie 100 metrów